# Rancho Alegre, Hidalgo kommun
Rancho Alegre är en ort i Mexiko.   Den ligger i kommunen Hidalgo och delstaten Michoacán de Ocampo, i den södra delen av landet, 160 km väster om huvudstaden Mexico City. Rancho Alegre ligger 2 144 meter över havet och antalet invånare är 193.
Terrängen runt Rancho Alegre är huvudsakligen kuperad. Rancho Alegre ligger nere i en dal. Runt Rancho Alegre är det ganska tätbefolkat, med 90 invånare per kvadratkilometer. Närmaste större samhälle är Ciudad Hidalgo, 13,6 km öster om Rancho Alegre. I omgivningarna runt Rancho Alegre växer huvudsakligen savannskog.